# 옴스크주
옴스크주(러시아어: О́мская о́бласть Omskaya oblast'[*])는 러시아의 연방주체 (주)이다, 시베리아 남서부에 위치한다. 면적은 139,700 제곱킬로미터 (53,900 mi2)이다. 인구는 1,977,665명이다. (2010년 인구 조사) 그 중 대다수인 112만 명이 행정중심인 옴스크에 거주한다.

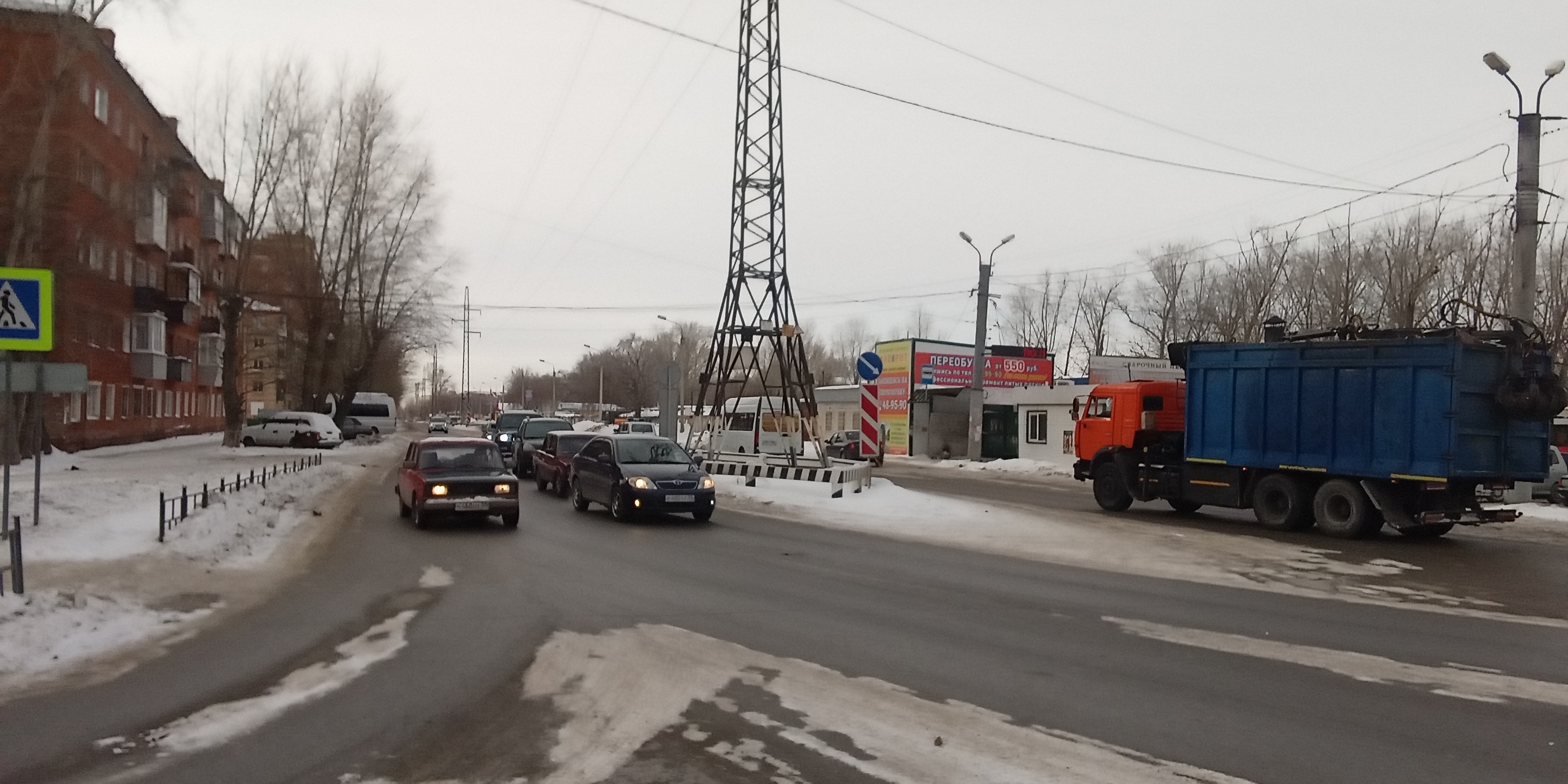
옴스크 거리 중 하나

주는 북쪽과 서쪽으로 튜멘주, 동쪽으로 노보시비르스크주와 톰스크주, 남쪽으로 카자흐스탄과 접한다.

## 지리
옴스크주는 남쪽으로 카자흐스탄 (북카자흐스탄주 및 파블로다르주), 서쪽으로 튜멘주, 동쪽으로 노보시비르스크주 및 톰스크주와 국경을 접한다. 시베리아 연방관구에 포함된다.
영토는 북쪽에서 남쪽으로 600 km (370 mi), 서쪽에서 동쪽으로 300 km (190 mi) 뻗어 있다.
옴스크주의 가장 높은 고도는 약 150 m (490 ft) 고지대 마을이고, 가장 낮은 고도는 이르티시강의 물가로 41 미터 (135 ft) 리틀비치 마을 근처이다.
이 부동산은 옴스크주에 위치하고 있으며, 지역 목적지의 28개 특별보호 자연지역이 있다. 여기에는 볼셰레체와 옴스크("버드하버")의 공원이 포함된다.

### 시간대
옴스크 시간대 (OMST)에 놓여 있다. UTC와의 시차는 +0700 (OMST)이다.

## 주민
81%가 러시아인이다. 그 다음으로 독일인, 우크라이나인, 카자흐인이다.
| 연도                | 인구      | ±%     |
| ------------------- | --------- | ------ |
| 1926                | 2,075,967 | —      |
| 1959                | 1,645,017 | −20.8% |
| 1970                | 1,823,831 | +10.9% |
| 1979                | 1,954,663 | +7.2%  |
| 1989                | 2,140,336 | +9.5%  |
| 2002                | 2,079,220 | −2.9%  |
| 2010                | 1,977,665 | −4.9%  |
| 2021                | 1,858,798 | −6.0%  |
| Source: Census data |           |        |

인구: 1,858,798 (2021년 인구 조사); 1,977,665 (2010년 인구 조사); 2,079,220 (2002년 인구 조사); 2,140,336 (1989년 인구 조사).

## 행정 구역

### 군
- 아조프스키공식네메츠키군
- 볼셰레첸스키군
- 볼셰우코프스키군
- 체를락스키군
- 고르코프스키군
- 이실쿨스키군
- 칼라친스키군
- 콜로소프스키군
- 코르밀로프스키군
- 크루틴스키군
- 류빈스키군
- 마리야노프스키군
- 모스칼렌스키군
- 무롬체프스키군
- 나지바예프스키군
- 니주네옴스키군
- 노보바르샤프스키군
- 오데스키군
- 오코네슈니코프스키군
- 옴스키군
- 파블로그라츠키군
- 폴타프스키군
- 루스코폴랸스키군
- 사르가츠키군
- 세델니코프스키군
- 셰르바쿨스키군
- 타르스키군
- 타브리체스키군
- 테브리스키군
- 튜칼린스키군
- 우스티일림스키군
- 즈나멘스키군

## 자매 도시
- 헝가리 페슈트주[14]